# Campeonato Mundial de Halterofilismo de 1923
O 22º Campeonato Mundial de Halterofilismo foi realizado em Viena, na Áustria entre 8 e 9 de setembro de 1923. Participaram 76 halterofilistas de 7 nacionalidades filiadas à Federação Internacional de Halterofilismo. 

## Medalhistas
| Evento                | Ouro                              | Ouro     | Prata                       | Prata    | Bronze                           | Bronze   |
| --------------------- | --------------------------------- | -------- | --------------------------- | -------- | -------------------------------- | -------- |
| Pena (60 kg)          | Andreas Stadler · Áustria         | 330,0 kg | Wilhelm Rosinek · Áustria   | 315,0 kg | Emil Kliment · Áustria           | 307,5 kg |
| Leve (67,5 kg)        | Rudolf Edinger · Áustria          | 360,0 kg | Heinrich Baumann · Alemanha | 350,0 kg | Bohumil Durdis · Tchecoslováquia | 347,5 kg |
| Médio (75 kg)         | Karl Freiberger · Áustria         | 387,5 kg | Leopold Friedrich · Áustria | 375,0 kg | Alberts Ozoliņš · Letônia        | 355,0 kg |
| Meio-pesado (82,5 kg) | Jaroslav Skobla · Tchecoslováquia | 387,5 kg | Sebastian Haberl · Áustria  | 370,0 kg | August Böhnel · Áustria          | 370,0 kg |
| Pesado (+ 82,5 kg)    | Franz Aigner · Áustria            | 420,0 kg | Josef Leppelt · Áustria     | 400,0 kg | Georg Schrammel · Áustria        | 397,5 kg |

## Quadro de medalhas
| Ordem | País            | Medalha de ouro | Medalha de prata | Medalha de bronze | Total |
| ----- | --------------- | --------------- | ---------------- | ----------------- | ----- |
| 1     | Áustria         | 4               | 4                | 3                 | 11    |
| 2     | Tchecoslováquia | 1               | 0                | 1                 | 2     |
| 3     | Alemanha        | 0               | 1                | 0                 | 1     |
| 4     | Letônia         | 0               | 0                | 1                 | 1     |
| Total | Total           | 5               | 5                | 5                 | 15    |